# アンツァーノ・デル・パルコ
アンツァーノ・デル・パルコ（伊: Anzano del Parco）は、イタリア共和国ロンバルディア州コモ県にある、人口約1800人の基礎自治体（コムーネ）。

## 地理

### 位置・広がり
コモ県のコムーネ。県都コモから東南東へ9kmの距離にある。

#### 隣接コムーネ
隣接するコムーネは以下の通り。
- アルセーリオ
- アルツァーテ・ブリアンツァ
- ルラーゴ・デルバ
- モングッツォ
- オルセニーゴ

### 地震分類
イタリアの地震リスク階級 (it) では、4 に分類される
。

## 行政

### 分離集落
アンツァーノ・デル・パルコには、以下の分離集落（フラツィオーネ）がある。
- Cavognetto, Cavogno, Lazzaretto, Monticello, Bettolino